# Sámán
A sámán a sámánizmus központi alakja, a közösség olyan tagja, aki állítólag a megváltozott tudatállapoton keresztül kapcsolatot tud teremteni a szellemvilággal vagy a túlvilággal. Ennek általában az a célja, hogy spirituális energiákat irányítson a fizikai, anyagi világba, gyógyítás, jóslás vagy az emberek más módú megsegítése céljából.
Magát különféle módon, tudatosan transzba tudja helyezni. Ez egy olyan állapot, amikor a külvilág ingereire a sámán nem vagy alig reagál. A transz beállta jelzi a túlvilággal való kapcsolat létrejöttét. Ilyenkor a lelke repülni kezd és bejárja a túlvilágot, kapcsolatot teremt az ott levő lelkekkel. A sámán tevékenységének külsőségeit, rituális ruházatát, testdíszítését, tevékenységének mozgásformáit, eszközeit és helyét a közösség hagyományai határozzák meg. A legfontosabb eszköze, a túlvilági utazás eszköze a szibériai eredetű sámánizmusban általában a sámándob.
A „sámán” tunguz szó. Bár vitatják, hogy a szó belső keletkezésű volna a tunguz nyelvben, azt pedig az eddigi források alapján nem lehet eldönteni, melyik nyelvből kölcsönözte a tunguz, az egyik magyarázat szerint mégis belső keletkezésű szó, és egy „tudni” jelentésű igető származéka.  A 19. században a közép-ázsiai törzsekhez eljutó orosz kutatóknak nem volt még szavuk a törzsi gyógyítóra, ezért ezt a szót kezdték használni, az összes természeti vallás, uráli, türk, mongol, ugor stb., törzs szent emberének meghatározására, illetve a hozzá kapcsolódó hitvilágot kezdték, összefoglaló módon sámánizmusnak nevezni. Később ezt vette át a nyugat is. 
Itt meg kell említenünk, hogy az akkori keresztény Európa számára minden hit, amit nem ismert, nem értett, a gonosztól való volt. Az első kutatók a sámánt pogány, habzó szájú, doboló, félőrültként írták le, aki valószínűleg az ördöggel tart kapcsolatot. Ez a nézet részint tudatosan, részint tudat alatt ma is tapasztalható.
Önmaghatározása szerint a sámán olyan személy, aki gazdag (képi, mozgási, nyelvi, zenei) kódrendszerrel fejezi ki magát, saját kultúráját és annak szimbolikáját jól ismeri, így hallgatósága előtt hiteles és a tudás bizonyosságával nyilvánul meg.
A sámán jelekkel, adottságokkal születik, és éveken át tartó tanulás eredményeként felsőbb tudás birtokosa lesz, melynek ismeretében segítheti a népét. A túlvilág értelmezőjévé válik, onnan jövő üzeneteket közvetít, és így biztonságot nyújt a közösségnek a túlvilággal szemben.

## A sámán funkciói
Feladatkörei :
- A természetfölötti lényekkel való érintkezés
- Közvetítés a "túlvilág" és evilág között
- Közösségi funkciók, rituális szerepkörök
- Gyógyítás
- Politikai-vezetői szerepvállalás

A sámán funkciói változatos megoszlást mutathatnak kultúránként. Általában igen sokfélék, egyes kultúrákban többfajta sámán is van. Ez az összetett rendszer, az esetleg látszólag egymással összefüggésben nem álló funkciók (pl. lélekvezető, gyógyító, a vadászat sikerét és a jó időjárást biztosító szerep) közti kapcsolat érthetőbbé válik (legalábbis egyes kultúrák esetén), ha például a szóban forgó kultúra lélekfogalmát megértjük, esetleg hasonló alapvető hiedelmeket: a test és lélek kapcsolata, esetleg többféle lélek föltételezése, ezek szereposztása, esetleg egymásba átalakulása, a szellemekhez fűződő elképzelésekkel való kapcsolat. Lásd még egyes kultúrák kettős lélek képzetét.
Brazíliában a sámán olyan ember (férfi vagy nő), aki – állítólag – transzállapotban képes beszélni szellemekkel, segítségükkel belelát a jövőbe, betegségeket gyógyít és hamarabb készít diagnózist, mint egy orvos. 
A túlvilági lények sokfélék lehetnek, de meghatározza őket az a túlvilág, amiben a sámán tevékenysége zajlik. A sámán fő feladata a híradás és a segítség.